# Carnaval des agités
 (juin 2009).
Si vous disposez d'ouvrages ou d'articles de référence ou si vous connaissez des sites web de qualité traitant du thème abordé ici, merci de compléter l'article en donnant les références utiles à sa vérifiabilité et en les liant à la section « Notes et références ».
Albums de Bérurier Noir
Viva Bertaga La Bataille de Pali-Kao
Carnaval des agités est un album de Bérurier Noir sorti en 1995 sur le label Last Call. Il s’agit d’une compilation de différents titres enregistrés en concert entre 1984 et 1989.
Le concept de l'album, sorti six ans après la première séparation du groupe, est de compiler des chansons enregistrées lors de différents concerts et à différentes époques de la période d’activité du groupe. Ainsi les morceaux présents sur l’album vont de janvier 1984, soit quelques mois après la formation du groupe, à 1989 lorsque le succès était à son apogée.
La qualité de son de l’album est globalement moyenne[réf. nécessaire] et est inégale selon les pistes (même si elle a été améliorée par une remasterisation de l’album en 2004). Cette qualité inégale et parfois médiocre s’explique par les conditions difficiles de certains enregistrements, le groupe ayant joué un peu n’importe où tout au long de son existence et n’ayant connu les grands salles qu’à la fin. Ainsi les pistes de l’album ont été enregistrées dans des lieux divers et variés et l’on retrouve aussi bien des titres captés dans des grandes salles comme le Zénith (S.O.S.) et l’Olympia (Capitaine Kirk) que dans un squat (L’Empereur Tomato Ketchup) ou une salle des fêtes (Il tua son petit frère). Ce son inégal apporte un côté sauvage et spontané au disque.
C’est ce côté spontané, festif et parfois amateur, adjoint à la diversité de lieux et d’époques, qui donne à l’album sa particularité et lui permet de se différencier de Viva Bertaga, l’album live capté à L’Olympia.
Au niveau des chansons présentes, on retrouve beaucoup de morceaux très populaires de Bérurier Noir tels que L’Empereur Tomato Ketchup, Hélène et le Sang ou encore Le Renard mais aussi des titres moins connus du grand public comme Baston et Elsa je t’aime. Sont également présent trois reprises (Capitaine Kirk de Spizz Energi, Besty Party de Starshooter et Ramaya Fiesta d’Afric Simone) ainsi que de deux délires du groupe : Napoléon et Géronimo, un chant anti-fasciste.

## Liste des titres
1. Fils de…
2. Commando Pernod
3. J’ai peur
4. Casse-tête chinois
5. Le Renard
6. Betsy Party (reprise de Starshooter)
7. Manifeste
8. Napoléon
9. L’Empereur Tomato Ketchup
10. Elsa je t’aime
11. Jim la jungle
12. Géronimo
13. Baston
14. Pavillon 36
15. Hélène et le sang
16. S.O.S
17. Il tua son petit frère
18. Viêtnam Laos Cambodge
19. Capitaine Kirk (reprise de Spizzenergi)
20. Ramaya Fiesta (reprise d'Afric Simone)
21. Macadam Circus

Le premier tirage de ce CD était accompagné d'un mini CD avec les titres en live suivants :
1. La Mort au choix
2. Nada
3. Vivre libre ou mourir
4. Mineurs en danger